# Čáslavská kotlina
Čáslavská kotlina je geomorfologický podcelek v jihovýchodní části Středolabské tabule, ležící v okresech Kolín a Kutná Hora ve Středočeském kraji, v okrese Chrudim v Pardubickém kraji a v okrese Havlíčkův Brod v Kraji Vysočina.

## Poloha a sídla

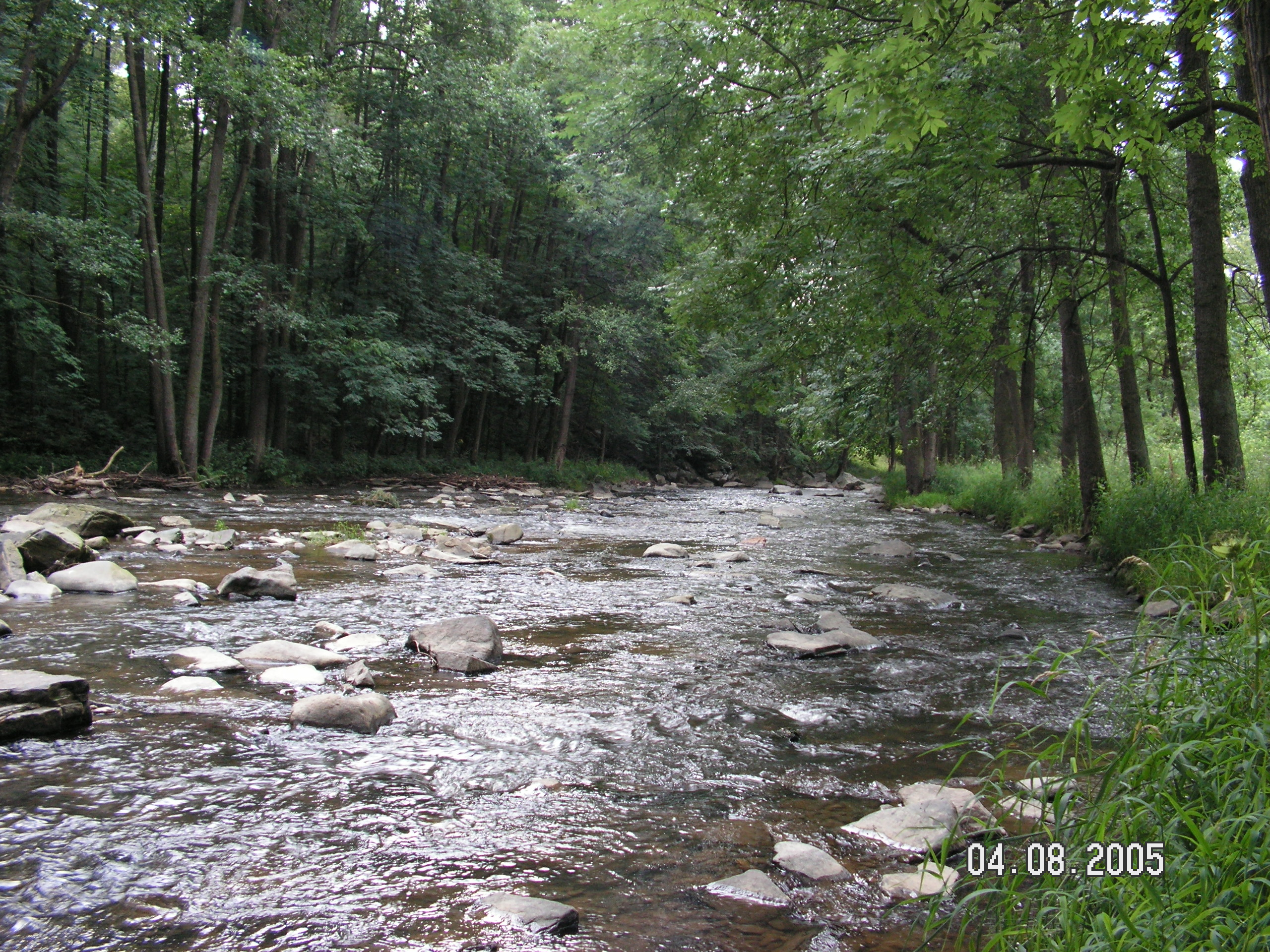
Doubrava u Ronova

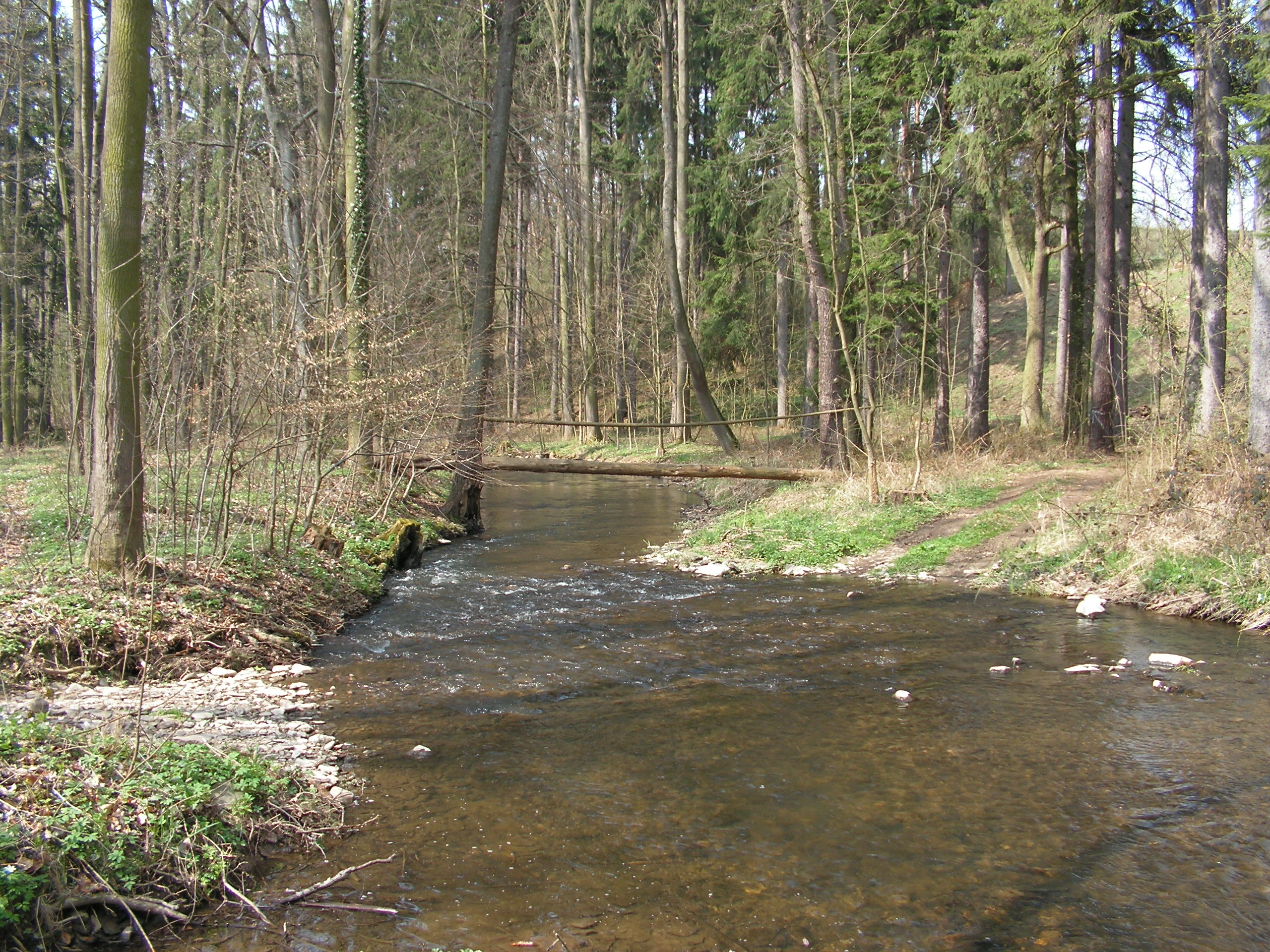
Klejnárka u Chedrbí

Čáslavská kotlina se rozkládá zhruba mezi městy Kutná Hora na západě, Golčův Jeníkov na jihu, Třemošnice na jihovýchodě, Týnec nad Labem a Kolín na severu. Zcela uvnitř kotliny jsou města Čáslav a Ronov nad Doubravou.

## Geomorfologické členění
Podcelek Čáslavská kotlina (dle značení Jaromíra Demka VIB–3B) náleží do celku Středolabská tabule. Dále se člení na okrsky Žehušická kotlina (VIB–3B–1) na severu, Ronovská tabule (VIB–3B–2) na jihu a Labsko-klejnárská niva (VIB–3B–3) na severozápadě.
Podle členění Balatky a Kalvody má Čáslavská kotlina jen 2 rozsáhlejší okrsky (Žehušická kotlina a Ronovská kotlina).
Kotlina sousedí s dalšími podcelky Středolabské tabule (Nymburská kotlina a Českobrodská tabule na severozápadě) a s celky Východolabská tabule na severu, Železné hory na východě a Hornosázavská pahorkatina na jihu a západě.
Kompletní geomorfologické členění celé Středolabské tabule uvádí následující tabulka:
| Geomorfologické členění Středolabské tabule                            | Geomorfologické členění Středolabské tabule | Geomorfologické členění Středolabské tabule |
| ---------------------------------------------------------------------- | ------------------------------------------- | ------------------------------------------- |
| ČESKÁ VYSOČINA • Česká tabule • Středočeská tabule                     |                                             |                                             |
| NYMBURSKÁ KOTLINA                                                      | Sadská rovina                               |                                             |
| NYMBURSKÁ KOTLINA                                                      | Milovická tabule                            |                                             |
| NYMBURSKÁ KOTLINA                                                      | Poděbradská rovina                          |                                             |
| NYMBURSKÁ KOTLINA                                                      | Ovčárská pahorkatina                        | Oškobrh (287 m)                             |
| NYMBURSKÁ KOTLINA                                                      | Středolabská niva                           |                                             |
| ČÁSLAVSKÁ KOTLINA                                                      | Žehušická kotlina                           |                                             |
| ČÁSLAVSKÁ KOTLINA                                                      | Ronovská tabule                             | U Písku (341 m)                             |
| ČÁSLAVSKÁ KOTLINA                                                      | Labsko-klejnárská niva                      |                                             |
| MĚLNICKÁ KOTLINA                                                       | Lužecká rovina                              |                                             |
| MĚLNICKÁ KOTLINA                                                       | Staroboleslavská rovina                     |                                             |
| MĚLNICKÁ KOTLINA                                                       | Všetatská pahorkatina                       |                                             |
| MĚLNICKÁ KOTLINA                                                       | Labsko-vltavská niva                        |                                             |
| MĚLNICKÁ KOTLINA                                                       | Vojkovická rovina                           | Dřínov (247 m)                              |
| MĚLNICKÁ KOTLINA                                                       | Kostelecká rovina                           |                                             |
| MĚLNICKÁ KOTLINA                                                       | Čelákovická pahorkatina                     |                                             |
| MRLINSKÁ TABULE                                                        | Královéměstecká tabule                      |                                             |
| MRLINSKÁ TABULE                                                        | Rožďalovická tabule                         | Ostrá hůrka (278 m)                         |
| ČESKOBRODSKÁ TABULE                                                    | Kojetická pahorkatina                       |                                             |
| ČESKOBRODSKÁ TABULE                                                    | Čakovická tabule                            |                                             |
| ČESKOBRODSKÁ TABULE                                                    | Bylanská pahorkatina                        |                                             |
| ČESKOBRODSKÁ TABULE                                                    | Kouřimská tabule                            | Dílce (366 m)                               |
| ČESKOBRODSKÁ TABULE                                                    | Kolínská tabule                             |                                             |
| PROVINCIE • Subprovincie • Oblast / Celek / PODCELEK • Okrsek • Vrchol |                                             |                                             |

## Nejvyšší vrcholy
Nejvyšším vrcholem Čáslavské kotliny je U Písku (341 m n. m.).
- U Písku (341 m), Ronovská tabule
- Bambousek (306 m), Ronovská tabule
- Kamajka (231 m), Žehušická kotlina
- Žehušická skalka (225 m), Žehušická kotlina
- Na Kačinách (220 m), Žehušická kotlina